# 비상 전원 장치
비상 전원 장치(Emergency Power System)는 상용 전력 공급이 중단된 상태에서 전원을 공급하기 위한 보조 장치를 통칭하며, 자체 발전기나 전지, 무정전 전원 장치 등 다양한 종류가 있다. 이러한 비상 전원 장치는 주택, 병원, 연구소, 전기통신, 군용 병기 등 다양한 분야에서 널리 쓰인다.

## 활용 분야
건물이나 도시의 공공 장소는 전력 공급이 중단되었을 때 몇 가지 중요한 기기를 가동할 필요가 있다. 대표적으로는 :
1. 승강기
2. 자동문
3. 냉난방 및 공기 조화
4. 급수 및 소화전
5. 조명

## 종류
비상전원장치는 정전 시의 전원 공급 형태에 따라 분류할 수 있다. 가령 전지는 공급할 수 있는 전력량이 한정된다. 모터나 발전기는 연료가 있는 한 지속적으로 전기를 공급할 수 있다.
다른 형태의 분류 방법으로는 공급이 끊긴 상용 전원 장치를 대신하여 전기를 공급할 수 있을 때까지 걸리는 시간을 기준하는 것이 있다. 장치 중에는 끊어짐 없이, 또는 있어도 수 밀리초 정도의 끊어짐 이후 전기 공급을 할 수 있는 것이 있다. 이러한 비상 전원 장치는 병원의 수술실이나 전산 센터, 또는 군용 시스템에서 사용된다. 또 무정전 전원 장치 중에는 모터와 발전기를 사용하는 것도 있는데 이들은 전기 공급을 재개하기까지 시간이 다소 걸린다. 그 외에 하이브리드 타입의 시스템도 존재한다.
화재 경보 시스템, 폐쇄 회로 텔레비전, 도난 경보기(en) 등의 배전반에 부속된 전지(일반적으로 직류 12볼트에서 24볼트)의 안정성은 비상시의 전원 공급 능력에 달려있다. 특히 전원 문제(안정적인 외부 전원이 필요한 컴퓨터나 통신 장비 등에 사용) 및 전기 회로상의 문제(즉 최적의 전압 및 주파수 확보)를 막기 위해서 무정전 전원 장치가 사용된다.